# 圣安德烈 (上加龙省)
圣安德烈（法語：Saint-André，法語發音：[sɛ̃.t‿ɑ̃dʁe] ⓘ）是法国上加龙省的一个市镇，属于圣戈当区。

## 地理
圣安德烈（43°16'24"N, 0°51'8"E）面积18.69 平方千米，位于法国奧克西塔尼大區上加龙省，该省份为法国西南部内陆省份，西南端与西班牙接壤，自此顺时针与上比利牛斯省、热尔省、塔恩-加龙省、塔恩省、奥德省和阿列日省接壤。
与圣安德烈接壤的市镇（或旧市镇、城区）包括：布桑、卡萨尼亚贝尔图尔纳、埃乌、埃斯帕龙、法巴、利亚克、萨莱尔姆。

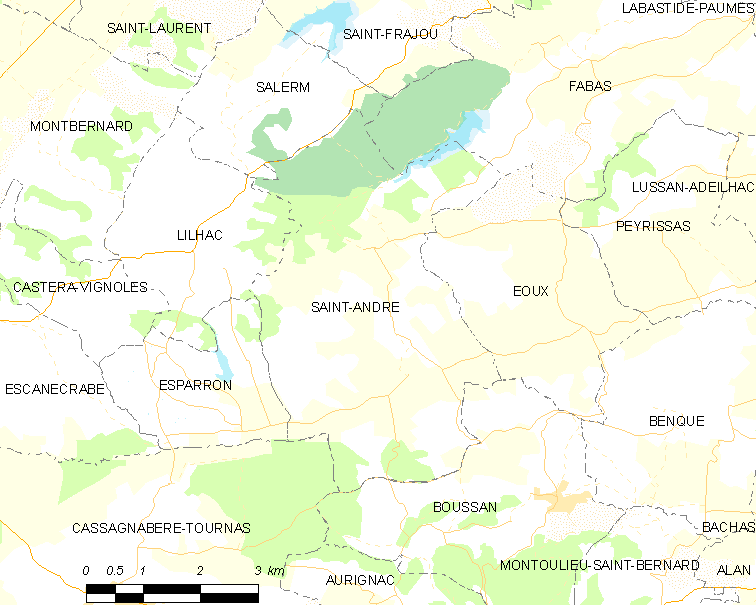
的OSM定位图

圣安德烈的时区为UTC+01:00、UTC+02:00（夏令时）。

## 行政
圣安德烈的邮政编码为31420，INSEE市镇编码为31468。

## 政治
圣安德烈所属的省级选区为卡泽尔县。

## 人口

1962-2008年间人口变化图示

圣安德烈于2022年1月1日时的人口数量为241人。